# スーパーヒロインボーイ
『スーパーヒロインボーイ』は、ぱらりによる日本の漫画作品。

## あらすじ
不良高校生・大岩わたるは、ある日偶然つけたテレビで、大人気女児向けアニメ「アリス少女隊☆シャイニーハート」と出会う。「くだらねぇ」と思いつつもつい見入ってしまい、気がつけばグッズを集めたりショーを見に行ったりと、どんどんハマり込んでいく。「俺がそんなもんにハマるわけがねぇ！」と反発しつつも、その魅力にどんどん惹かれて行き、大岩の日常はどんどん変化して行くのであった。

## 登場人物

### 主要人物
大岩 わたる（おおいわ わたる）
本作の主人公。不良高校生。偶然見た「アリス少女隊☆シャイニーハート」が頭から離れなくなるが、ハマっている事を認められずに日々葛藤している。再放送を見たり食玩を集めたりショーまで観に行ったりしながらも、「こんなクソアニメ」と蔑んでいる天邪鬼な性格。
内野 和久（うちの かずひさ）
高校教師。大岩の副担任。優しく熱心な教師で、生徒からは「ウッチー」と呼ばれ親しまれているが、大岩からは「クソ眼鏡」と呼ばれ疎まれている。「アリス少女隊☆シャイニーハート」のことは、どうやら知っている様子。
中条 辰也（なかじょう たつや）
他校の不良高校生。大岩とは同い年。大岩を敵視しており、よく喧嘩をふっかけているがいつも返り討ちに会う。アニメには興味が無く、「アリス少女隊☆シャイニーハート」にも疎い様子。
中条 あまね（なかじょう あまね）
中条辰也の歳の離れた"キョウダイ"。幼稚園児。「アリス少女隊☆シャイニーハート」のファン。

## 劇中劇
アリス少女隊☆シャイニーハート
不思議な力を得た少女たちが悪と戦う、女児向け変身ヒロインアニメ。「アリス少女隊シリーズ」の7作目。

### 劇中劇の登場人物
こころ / シャイニーハート
主人公。前向きで素直な、王道的ヒロイン。決めセリフは「こころの輝き、ここにアリ！」
星奈 / スターテイル
おっとりおねえさん系ヒロイン。決めセリフは「星への祈り、ここにアリ！」
ネネ / キャッツアイ
猫がモチーフのヒロイン。語尾に「ニャ」を付けて話す。決めセリフは「猫のまなざし、ここにアリ！」
ルイス
主人公たちを見守る本屋のおにいさん。モノクルを着用している。
ヤミィ
敵の少女。こころをからかうのが好きな様子。
ナラーク
敵の青年。

## 書誌情報
- ぱらり 『スーパーヒロインボーイ』 実業之日本社〈COMICリュエル〉、既刊3巻（2018年6月現在）
  1. 2016年12月23日発行（12月16日発売）、ISBN 978-4-408-41452-2
  2. 2017年8月21日発行（8月9日発売）、ISBN 978-4-408-41467-6